# Jenny Rissveds
Jenny Rissveds (Falun, 6 de junio de 1994) es una deportista sueca que compite en ciclismo en las modalidades de montaña, en la disciplina de campo a través, y carretera.
Participó en tres Juegos Olímpicos de Verano, entre los años 2016 y 2024, obteniendo dos medallas, oro en Río de Janeiro 2016 y bronce en París 2024, en la prueba de campo a través.
Ganó una medalla de bronce en el Campeonato Mundial de Ciclismo de Montaña de 2024 y tres medallas de oro en el Campeonato Europeo de Ciclismo de Montaña, en los años 2013 y 2025.
Después de los Juegos de 2016, hizo una pausa en su carrera debido a problemas de depresión. En febrero de 2019 regresó nuevamente a la competición.

## Medallero internacional
| Juegos Olímpicos   | Juegos Olímpicos        | Juegos Olímpicos  | Juegos Olímpicos     |
| Año                | Lugar                   | Medalla           | Competición          |
| ------------------ | ----------------------- | ----------------- | -------------------- |
| 2016               | Río de Janeiro (Brasil) | Medalla de oro    | Campo a través       |
| 2024               | París (Francia)         | Medalla de bronce | Campo a través       |
| Campeonato Mundial |                         |                   |                      |
| Año                | Lugar                   | Medalla           | Competición          |
| 2024               | Pal Arinsal (Andorra)   | Medalla de bronce | Campo a través corto |
| Campeonato Europeo |                         |                   |                      |
| Año                | Lugar                   | Medalla           | Competición          |
| 2013               | Berna (Suiza)           | Medalla de oro    | Eliminación          |
| 2025               | Melgaço (Portugal)      | Medalla de oro    | Campo a través       |
| 2025               | Melgaço (Portugal)      | Medalla de oro    | Campo a través corto |

## Palmarés
2022
- 1 etapa de la Gracia-Orlová
- Campeonato de Suecia en Ruta

2023
- Gracia, más 1 etapa
- Campeonato de Suecia Contrarreloj